# Kingston (Victoria)
Kingston es una pequeña ciudad en el condado rural de Hepburn en el estado australiano de Victoria. Kingston se encuentra a unos 15 km de Creswick, justo al lado de la autopista Midland y está a unos 20 km de Daylesford. El código postal de Kingston es 3364. En el censo de 2016, Kingston tenía una población de 177.
Kingston fue una próspera ciudad minera de oro durante la fiebre del oro victoriana y se convirtió en el centro administrativo de Creswick Shire. La oficina de correos de Kingston abrió el 11 de octubre de 1858.
Kingston tuvo una vez un gran fabricante de autocares y construcción de vehículos, Barker Brothers, hasta cinco hoteles, un molino harinero y numerosos molinos de paja. Después de que los mineros se fueron, también lo hizo la industria y en 1976 la estación de tren y la línea de tren Creswick – Daylesford cerraron. El hotel comercial, https://www.thecommercialatkingston.com.au Archivado el 19 de diciembre de 2019 en Wayback Machine., el hotel local de Kingston, ha reabierto después de 12 años y es un abrevadero muy popular para otras empresas (como tiendas y escuelas), que cerraron después de la disminución del comercio continuo del círculo vicioso de ciudades rurales en declive y la consiguiente necesidad de conducir distancias más grandes para los servicios básicos.
Ahora, Kingston admite numerosos establecimientos hoteleros incluyen un Hotel Comercial y cultivos rurales. El rico suelo volcánico rojo de la zona y buenas precipitaciones favorecen la industria agrícola, incluida la de papas (típicamente cultivadas para el procesador de alimentos McCain Foods), las ovejas y el trigo. Si bien su ubicación, a unos 25 minutos de Daylesford, ha comenzado a atraer a los jubilados y a la gente de la ciudad que buscan comprar entre semana o casas de vacaciones (que si bien pueden ser residentes transitorios, ha proporcionado nuevas inversiones muy necesarias y ha estimulado la economía local).
Kingston aún conserva algunos de sus edificios antiguos, incluido el Hotel Comercial restaurado (todos los otros edificios antiguos ahora son de propiedad privada), como el antiguo edificio de oficinas Shire, la antigua Iglesia de Inglaterra y la Iglesia Unificadora (ahora convertidos en espectaculares residencias privadas e imaginativas) y una magnífica Avenida del Honor de olmos dedicada a quienes sirvieron en la Primera Guerra Mundial.
En diciembre de 2004, la Escuela Primaria Kingston, después de años de falta de apoyo de los padres locales, cerró sus puertas debido a la disminución de las inscripciones después de 142 años, lo que significa que con el cierre de 2013 de la cercana Escuela Primaria Smeaton, los niños ahora tienen que recorrer distancias más grandes para las escuelas más grandes en Creswick o Daylesford.